# Jelutung (Jelutung)
Jelutung is een bestuurslaag in het regentschap Jambi van de provincie Jambi, Indonesië. Jelutung telt 14.367 inwoners (volkstelling 2010).